# The Kiss (pel·lícula de 1896)
The Kiss (també coneguda com The May Irwin Kiss, The Rice-Irwin Kiss i The Widow Jones) és una pel·lícula estatunidenca dirigida per William Heise l'any 1896. Amb una durada aproximada de mig minut, el film es pot catalogar com una de les primeres pel·lícules que es van presentar comercialment al públic. En ella, s'observa un petó filmat amb un primer pla entre els actors de teatre May Irwin i John C. Rice, extret d'una escena de l'obra teatral The Widow Jones.
Aquest film va suposar un gran escàndol pel públic, ja que mai havien vist una actuació des de tan a prop (estaven acostumats al teatre i, per tant, el primer pla era una gran innovació) on, a més, es mostraven dos actors del món teatral donant-se un petó. Es van generar una sèrie de crítiques, amb una connotació negativa, on es qüestionaven què més es podria projectar després d'aquest film, i demanaven la prohibició de la pròpia pel·lícula. Finalment, el cinema als Estats Units es convertí en motiu de discussió social.